# Amagon (Arkansas)
Amagon es un pueblo ubicado en el condado de Jackson en el estado estadounidense de Arkansas. En el Censo de 2010 tenía una población de 98 habitantes y una densidad poblacional de 340,88 personas por km².

## Geografía
Amagon se encuentra ubicado en las coordenadas 35°33′48″N 91°6′34″O / 35.56333, -91.10944. Según la Oficina del Censo de los Estados Unidos, Amagon tiene una superficie total de 0.29 km², de la cual 0.29 km² corresponden a tierra firme y (0%) 0 km² es agua.

## Demografía
Según el censo de 2010, había 98 personas residiendo en Amagon. La densidad de población era de 340,88 hab./km². De los 98 habitantes, Amagon estaba compuesto por el 93.88% blancos, el 0% eran afroamericanos, el 3.06% eran amerindios, el 0% eran asiáticos, el 0% eran isleños del Pacífico, el 0% eran de otras razas y el 3.06% pertenecían a dos o más razas. Del total de la población el 3.06% eran hispanos o latinos de cualquier raza.